# Mackorel Sampeur
Mackorel Sampeur (ur. 20 marca 1986) – haitański piłkarz występujący na pozycji obrońcy. Zawodnik klubu Royan-Vaux AFC.

## Kariera klubowa
Sampeur karierę rozpoczynał w 2008 roku w zespole Violette AC. Na początku 2011 roku przeszedł do martynikańskiego klubu Golden Star. Jego zawodnikiem był do 2016 roku. Następnie odszedł do francuskiego Royan-Vaux AFC, grającego w siódmej lidze. W sezonie 2016/2017 awansował z nim do szóstej ligi.

## Kariera reprezentacyjna
W reprezentacji Haiti Sampeur zadebiutował w 2008 roku. W tym samym roku został powołany do kadry na Złoty Puchar CONCACAF. Zagrał na nim w meczach z Hondurasem (0:1), Stanami Zjednoczonymi (2:2) i Meksykiem (0:4), a Haiti zakończyło turniej na ćwierćfinale.
W latach 2008–2010 w drużynie narodowej rozegrał 21 spotkań.